# Melinda itoi
Melinda itoi är en tvåvingeart som beskrevs av Tadao Kano 1962. Melinda itoi ingår i släktet Melinda och familjen spyflugor. Inga underarter finns listade i Catalogue of Life.